# عبدالله‌پور، جهلم
عبدالله‌پور (به انگلیسی: Abdullahpur) یک منطقهٔ مسکونی در پاکستان است که در پنجاب واقع شده‌است.